# 世界贸易中心 (2001年至今)

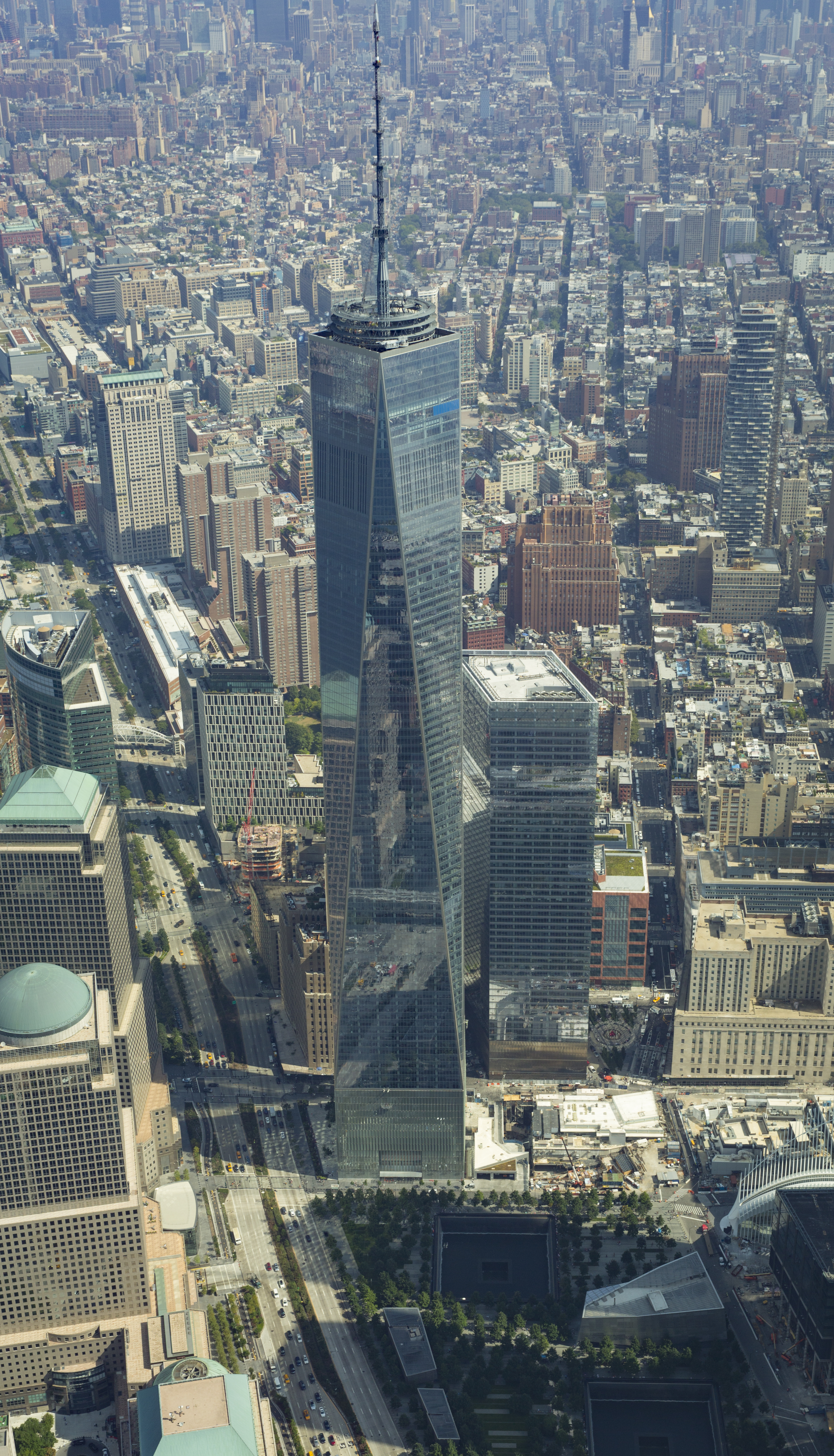
從空中俯瞰重建後的世界貿易中心

世界贸易中心（英語：World Trade Center）是美国纽约市曼哈顿下城的一组建筑群，其取代對象是原址上於9·11袭击事件中被撞毁的原世界贸易中心。正在重建的原址上，最多会建成6座新的摩天大楼。原址之上，有4座已经竣工的摩天大楼，有1座为纪念9·11袭击中遇难者而设的九一一国家纪念博物馆 ，1个叫做自由公园的高架公园，和1个交通枢纽。其中，104层高的世界贸易中心一号大楼将会是新建筑群的主楼，并成为西半球最高的建筑。 
该址是由世界贸易中心协会建造的。原世界贸易中心于1973年启用。当中包括了地标性建筑世界贸易中心双子塔，在完工时它们曾短暫成為世界上最高的建筑物。但是，双子塔在2001年9月11日早上被撞毁。当时，基地组织的劫机者以有组织的恐怖主义行动，劫持了两架波音767飞机并分别冲撞世界贸易中心双塔。 该次袭击造成2,753人死亡。此致世界贸易中心的倒塌也对附近建筑物的建筑结构造成了破坏。世界贸易中心遗址的清理和恢复过程耗时8个月，在此之后开始重建该地。 
经过多年的拖延与争议，世界贸易中心遗址的重建工作开始了。 新建建筑群包括新的世界贸易中心一号大楼、世界贸易中心三号大楼、世界贸易中心四号大楼、世界贸易中心七号大楼，还有另外一座在世界贸易中心二号大楼原址上规划建造的高层办公楼。 新的世界贸易中心还包括了一个国家纪念博物馆，以及一个与大中央总站大小相似的交通枢纽。世界贸易中心七号大楼于2006年5月23日启用，成为世界贸易中心内落成的五座摩天大楼中的首座。世界贸易中心四号大楼是该址总体规划的一部分，于2013年11月12日启用。国家九一一纪念馆于2011年9月11日开放，博物馆于2014年5月21日开放。世界贸易中心一号大楼于2014年11月3日启用。 世界贸易中心交通枢纽于2016年3月4日对公众开放，世界贸易中心三号大楼于2018年6月11日启用。世界贸易中心二号大楼的建设于2009年暂停，于2015年重新发布了新的设计方案。